# Beveiligingsvoorschrift Rijksdienst
Het Beveiligingsvoorschrift Rijksdienst 2005 (BVR 2005) bevat richtlijnen voor de aanwijzing van de beveiligingsambtenaar (BVA) en verdere organisatie van integrale beveiliging bij de rijksdienst. De BVA draagt onder andere het Voorschrift Informatiebeveiliging Rijksdienst (VIR) uit. Het voorschrift was in 2005 van kracht geworden.
De secretaris-generaal van een ministerie is verantwoordelijk voor de integrale beveiliging van de organisatie, medewerkers, materieel, informatiesystemen, gebouwen en overige objecten, de inrichting en werking van de beveiligingsorganisatie.
De secretaris-generaal wijst een beveiligingsambtenaar aan die belast is met de integrale beveiliging van organisatie, medewerkers, materieel, informatiesystemen, gebouwen en overige objecten, alsmede het toezicht op de werking van de beveiligingsorganisatie en de informatiebeveiliging.
Het Beveiligingsvoorschrift Rijksdienst 2005 is vervangen door het Beveiligingsvoorschrift Rijksdienst 2013 (BVR 2013).
Het Beveiligingsvoorschrift Rijksdienst 2013 is op 1 januari 2021 vervangen door het Besluit BVA-stelsel Rijksdienst 2021.